# Lithobius mandschreiensis
Lithobius mandschreiensis är en mångfotingart som beskrevs av Masatoshi Takakuwa 1939. Lithobius mandschreiensis ingår i släktet Lithobius och familjen stenkrypare. Inga underarter finns listade i Catalogue of Life.